# Jannike Grut
Jannike Grut, född 18 maj 1964, är en svensk skådespelare och manusförfattare.

## Filmografi

### Roller
- 1996 – Lögn
- 1996 – Släng dig i brunnen (Humor-TV-serie)
- 1998 – Lithivm
- 2007 – Irene Huss – Tatuerad torso
- 2007 – Nina Frisk
- 2007 – Underbar och älskad av alla
- 2008 – Honungsfällan
- 2008 – Oskyldigt dömd (TV-serie)
- 2009 – Prinsessa
- 2009 – Luftslottet som sprängdes
- 2010 – 7X – Lika barn leka bäst
- 2012 – Hamilton – I nationens intresse
- 2012 – Studio Sex
- 2012 – Äkta människor (TV-serie)
- 2013 – Wallander – Försvunnen
- 2013 – Solsidan (TV-serie)
- 2016 – Finaste familjen (TV-serie)

- 2018 - Trädgårdsgatan
- 2018 - Maria Wern
- 2018 – Katsching – lite pengar har ingen dött av (TV-serie)
- 2019 - Ankdammen (film)
- 2019 – Ture Sventon och Bermudatriangelns hemlighet (TV-serie)
- 2023 – Ondskan (TV-serie)

### Manus
- 1988 – Alexander

- 2013  - Välkommen till vår 7 års kris (Tv film)
- 2020 - We are Family (kortfilm)
- 2012 -  Varför ska man ha det trist när man kan ha det kul (Feature 72 min)
- 1991 – Änglaspel
- 1990-92 – Glädjetåget (humorprogram i P3)

### Scripta
- 1987 – Uppvaknandet
- 1991 – Änglaspel

## Teater

### Roller (ej komplett)
| År   | Roll | Produktion                    | Regi         | Teater      |
| ---- | ---- | ----------------------------- | ------------ | ----------- |
| 2006 |      | Café Problem Marianne Goldman | Ulla Kassius | Kulturhuset |